# Азійська кінопремія
Азійська кінопремія — щорічна премія, якою Академія Азійської кінопремії відзначає видатні досягнення в азійській кіноіндустрії. Церемонія нагородження відбувається зазвичай в березні у Гонконзі або Макао.

## Історія
29 січня 2007 року Вілфред Вонг, голова Гонконзького міжнародного кінофестивалю, оголосив про заснування Азійської кінопремії (AFA). Регіональна кінопремія, на думку засновників, мала виправити обмежену можливість просування азійських фільмів на міжнародному рівні. Уряд Гонконгу взяв на себе 50 % фінансування, а решту — фестиваль та головний спонсор Deutsche Bank. Для участі в змаганні за першу премії було відібрано 33 фільми. Перша церемонія нагородження Азійськими кінопреміями відбулася 20 березня 2007 року, в ніч відкриття 31-го Гонконзького міжнародного кінофестивалю. На ній були відзначені найкращі досягнення азійського кінематографа за 2006 рік. Церемонію відвідали близько 4000 гостей з усього світу.

## Приз
Приз Азійської кінопремії, розроблений гонконзьким художником-постановником Вільямом Чангом, був вперше продемонстрований 13 лютого 2007 року на урочистій зустрічі в Берліні, влаштованій Радою з розвитку торгівлі Гонконгу з нагоди оголошення «Я — кіборг, але це нормально» режисера Пак Чхан Ука фільмом, що відкриватиме 31-й Гонконзький міжнародний кінофестиваль. Приз у вигляді золотої статуетки 36 см заввишки, за словами Вільяма Чанга, поєднує риси архітектурного рисунка та античних статуеток з власної колекції автора.

## Відбір та голосування
В конкурсі беруть участь повнометражні (понад 60 хвилин) художні фільми, що зняті на 35-мм або 70-мм плівку або в цифровому форматі, придатному для показу в кінотеатрах, вироблені в Азії. Це охоплює все кіно Азії: Східної, Центральної, Південної, Південно-Східної та Західної Азії. Окрім того, фільми повинні мати англійські субтитри.
Фільми мають бути випущені в період з 1 січня по 31 грудня року, що передує церемонії нагородження, і продемонстровані в національному кінопрокаті принаймні в одній іншій країні, або презентовані на міжнародному кінофестивалі, або нагороджені національними кінопреміями.
Академія Азійської кінопремії складає попередній список номінантів за участю двох сторін, які можуть подавати фільми на розгляд для включення до списку номінантів, а саме:
- Визнані офіційні кіноорганізації з різних країн Азії, кожна з яких може запропонувати до трьох фільмів, щоб представити свою територію.
- Журі Азійської кінопремії, яке складається з кінопрофесіоналів з усього світу. Кожен член журі може рекомендувати до двох додаткових номінацій у кожній категорії[6].

Після того, як Академія остаточно сформує список номінантів, члени журі та члени з правом голосу (що складаються з попередніх лауреатів премії) голосують за допомогою онлайн-системи. Їхні голоси збираються, підраховуються та зберігаються в таємниці до дня проведення церемонії нагородження авторитетною фірмою сертифікованих аудиторів.

## Категорії
- Найкращий фільм
- Найкращий режисер
- Найкращий актор
- Найкраща акторка
- Найкращий актор другого плану (започаткована 2008 року)
- Найкраща акторка другого плану (започаткована 2008 року)
- Найкращий початківець (започаткована 2009 року)
- Найкращий сценарист
- Найкращий оператор
- Найкращий художник-постановник
- Найкращий композитор
- Найкращий монтаж
- Найкращі візуальні ефекти
- Найкращий художник-костюмер (започаткована 2010 року)

### Спеціальні нагороди
Спеціальні нагороди не є щорічними. Товариство обирає спеціальні нагороди, які вручатимуться певного року.
- Премія за видатні досягнення в навчанні в азійському кіно
- Премія за видатний внесок в азійське кіно
- Премія Нільсен зірці азійського кінопрокату
- Премія за життєві досягнення (започаткована 2008 року)
- Премія Едварда Янга для нових талантів (започаткована 2008 року)
- Премія найкасовішому азійському режисеру (започаткована 2009 року)
- Премія за найкасовіший азійський фільм (започаткована 2011 року)
- Премія за просування в азійському кіно (започаткована 2011 року)
- Премія за досягнення в азійському кіно (започаткована 2013 року)
- Премія «Нове покоління» (започаткована 2016 року)

### Призи глядацьких симпатій
- Приз глядацьких симпатій за найкращий азійський фільм (скасована)
- Приз глядацьких симпатій найкращому актору (започаткована 2010 року)
- Приз глядацьких симпатій найкращій акторці (започаткована 2010 року)

## Лауреати головних премій
| Рік                               | Найкращий фільм                                | Найкращий режисер                                                | Найкращий актор                       | Найкраща акторка                            | Найкращий актор другого плану            | Найкраща акторка другого плану                  |
| --------------------------------- | ---------------------------------------------- | ---------------------------------------------------------------- | ------------------------------------- | ------------------------------------------- | ---------------------------------------- | ----------------------------------------------- |
| 2007 1-ша церемонія нагородження  | Хазяїн (Монстр)                                | Цзя Чжанке за Натюрморт                                          | Сон Кан Хо за Хазяїн (Монстр)         | Мікі Накатані за Спогади про Мацуко         | не визначалася                           | не визначалася                                  |
| 2008 2-га церемонія нагородження  | Таємниче сяйво                                 | Лі Чхан Дон за Таємниче сяйво                                    | Тоні Люн за Хіть, обережність         | Чон До Йон за Таємниче сяйво                | Сунь Хунлей за Монгол                    | Джоан Чень за Сонце також сходить               |
| 2009 3-тя церемонія нагородження  | Токійська соната                               | Корееда Хірокадзу за Все ще йдемо                                | Масахіро Мотокі за Відбуття           | Чжоу Сюнь за Рівняння любові і смерті       | Чон У Сон за Хороший, поганий, дивний    | Джина Пареньо за Сервіс                         |
| 2010 4-та церемонія нагородження  | Мати                                           | Лю Чуань за Місто життя та смерті                                | Ван Сюеці за Охоронці та вбивці       | Кім Хе Джа за Мати                          | Ніколас Це за Охоронці та вбивці         | Кара Хуей за Наприкінці світанку                |
| 2011 5-та церемонія нагородження  | Дядечко Бунмі, який пам'ятає свої минулі життя | Лі Чхан Дон за Поезія                                            | Ха Чон У за Жовте море                | Сюй Фань за Афтершок                        | Саммо Хунг за Іп Ман 2                   | Юн Йо Джон за Покоївка                          |
| 2012 6-та церемонія нагородження  | Надер і Симін: Розлучення                      | Асгар Фархаді за Надер і Симін: Розлучення                       | Донні Дамара за Приємний чоловік      | Діні Їр за Просте життя                     | Лоренс Ко за Стрибай, Ашине!             | Шамайн Буенкаміно за Ніньо                      |
| 2013 7-ма церемонія нагородження  | Таємниця                                       | Такесі Кітано за Свавілля без меж                                | Едді Гарсія за Bwakaw                 | Нора Аунор за Лоно твоє                     | Навазуддін Сіддікуї за Талааш            | Макіко Ватанабе за Захоплення тата              |
| 2014 8-ма церемонія нагородження  | Великий майстер                                | Вонг Карвай за Великий майстер                                   | Іррфан Хан за Ланчбокс                | Чжан Цзиї за Великий майстер                | Хуанг Бо Нічийна земля                   | Ян Яньянь за Іло Іло                            |
| 2015 9-та церемонія нагородження  | Сліпий масаж                                   | Енн Хуей за Золота ера                                           | Ляо Фань за Чорне вугілля, тонкий лід | Пе Ду На за Дівчина біля моїх дверей        | Ван Чжівень Золота ера                   | Ікевакі Тідзуру за Світло сяє лише там          |
| 2016 10-та церемонія нагородження | Вбивця                                         | Хоу Сяосянь за Вбивця                                            | Лі Бьон Хон за Інсайдери              | Шу Ці за Вбивця                             | Асано Таданобу заПодорож на узбережжя    | Чжоу Юнь за Вбивця                              |
| 2017 11-та церемонія нагородження | Я не мадам Боварі                              | На Хон Джін за Крик                                              | Асано Таданобу за Гармонія            | Фань Бінбін за Я не мадам Боварі            | Лам Сует за Тривіза                      | Мун Со Рі за Служниця                           |
| 2018 12-та церемонія нагородження | Молодість                                      | Юя Ісії за Нічне небо Токіо завжди найгустішого відтінку синього | Луїс Ку за Парадокс                   | Сильвія Чан за Виховання любові             | Ян Ік Чун за Дика природа                | Чжан Юйці за Легенда про демонічного кота       |
| 2019 13-та церемонія нагородження | Крамничні злодюжки                             | Лі Чхан Дон за Спалення                                          | Кодзі Якусьо за Кров самотнього вовка | Самал Єслямова за Айка                      | Чжан Юйці за Вмерти аби вижити           | Кара Хуей за Трейсі                             |
| 2020 14-та церемонія нагородження | Паразити                                       | Ван Сяошуай за Так давно, сину мій                               | Лі Бьон Хон за Той, хто поряд         | Чжоу Дун'юй за Кращі дні                    | Рьо Касе за На край світу                | Саманта Ко за Сонце                             |
| 2021 15-та церемонія нагородження | Дружина шпигуна                                | Чжан Їмоу за Одна секунда                                        | Ю А Ін за Голос тиші                  | Ю Аої за Дружина шпигуна                    | Кім Хьон Бін за Мовчазний ліс            | Адзю Макіта за Справжні матері                  |
| 2023 16-та церемонія нагородження | Сядь за кермо моєї машини                      | Хірокадзу Корееда за Брокер                                      | Тоні Люн Чу Вай за Куди дме вітер     | Тан Вей за Рішення піти                     | Хіо Міядзава за Егоїст                   | Кім Со Джін за Оголошення надзвичайної ситуації |
| 2024 17-та церемонія нагородження | Зла не існує                                   | Хірокадзу Корееда за Монстр                                      | Кодзі Якусьо за Ідеальні дні          | Цзян Ціньцінь за Оселя біля Західного озера | Пак Хун за 12.12: День (Сеульська весна) | Рейчел Ленг за Посеред білого дня               |